# Tours de Merle
Pour les articles homonymes, voir Merle (homonymie).
Les tours de Merle sont un ensemble de maisons fortes formant un castrum (place fortifiée) des XIIe et XVIe siècles, qui se dressent sur la commune française de Saint-Geniez-ô-Merle dans le département de la Corrèze, en région Nouvelle-Aquitaine. Elles furent le centre d'une co-seigneurie et d'une châtellenie.

## Localisation
Les vestiges médiévaux des tours de Merle se dressent sur un éperon rocheux escarpé, dans un méandre de la Maronne, au cœur de la Xaintrie, dans le département français de la Corrèze sur la commune de Saint-Geniez-ô-Merle. Le site visitable comporte un parc de 10 hectares,,.

## Historique

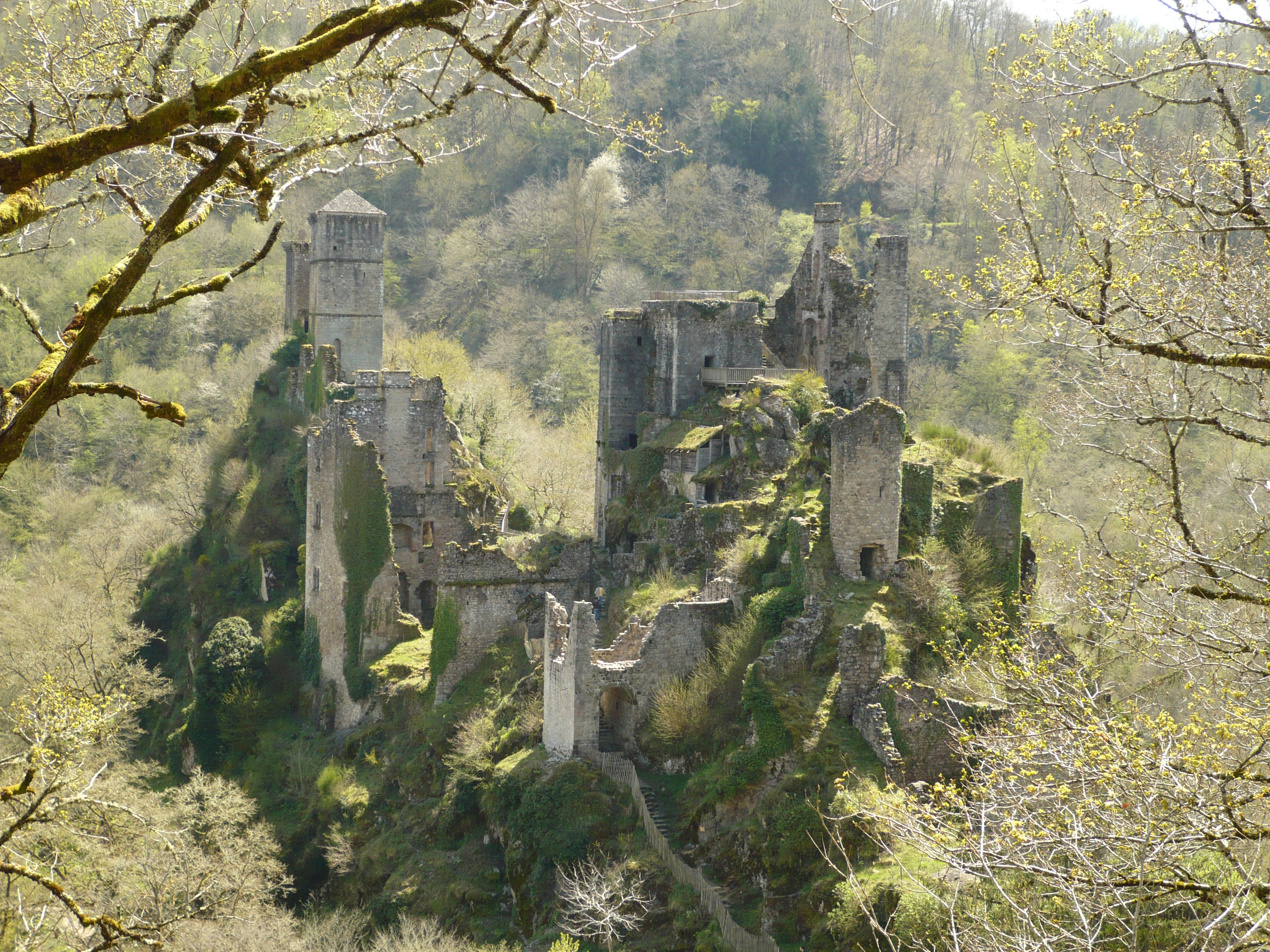
Vue générale du site.

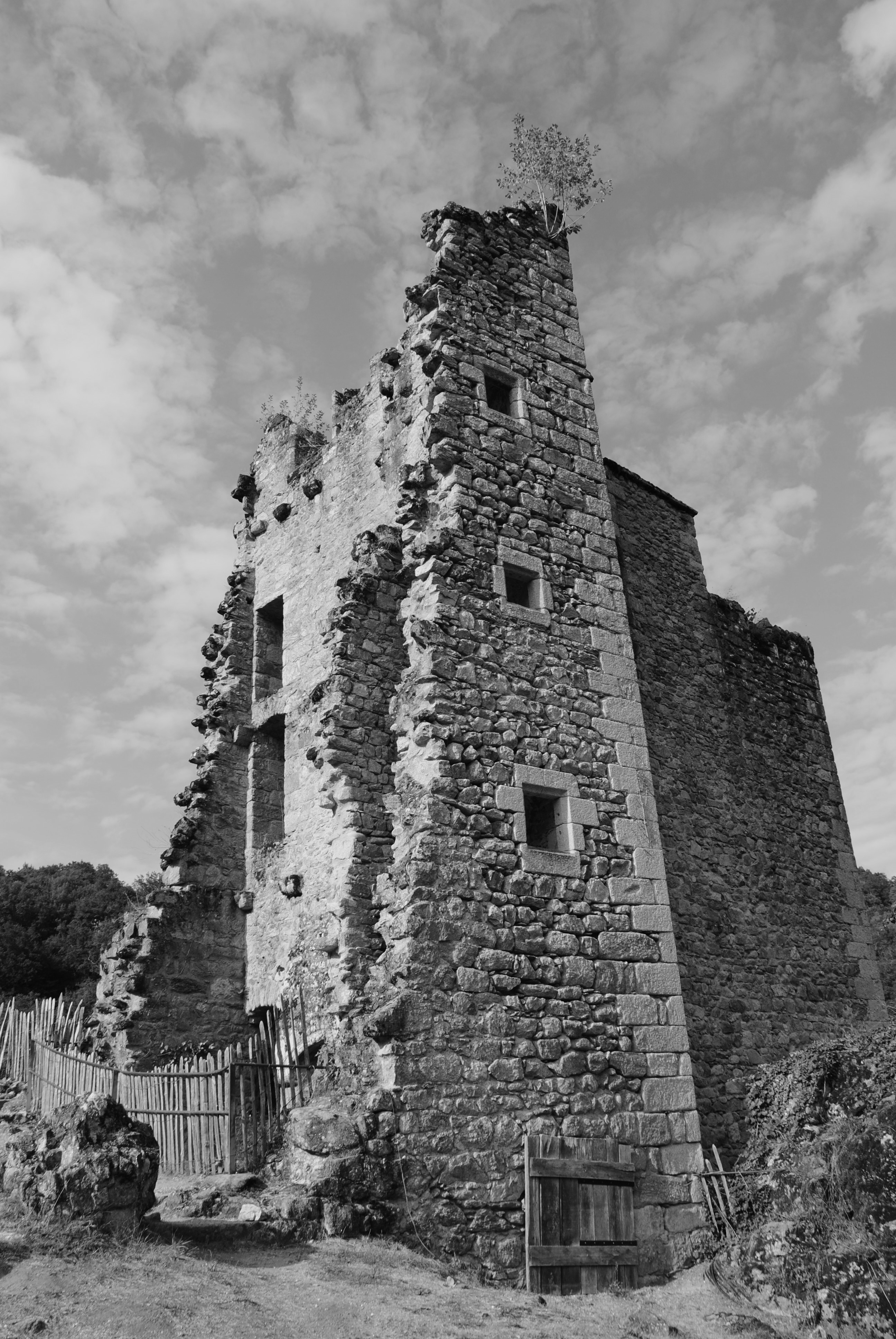
Vestiges de maison-tour.

Dès l'origine, le site porte le nom de merle qui pourrait faire référence à l'oiseau, naturellement présent, ou au merlon, la partie pleine d'un parapet située entre deux créneaux selon le terme d'architecture.
Fortifié en grande partie naturellement, le site offre aux seigneurs une position dominante car il est construit sur un éperon rocheux de 30 mètres de hauteur, 40 mètres de largeur sur 200 mètres de long, dans un méandre de la rivière Maronne. La première mention du site remonte à 1219 (une famille éponyme est attestée dès la fin du XIe siècle) et le castrum perdure jusqu'au XVIe siècle.
Lieu de péage, le castrum se situe à la frontière entre le duché d'Aquitaine, le comté d'Auvergne et le comté de Toulouse et de deux diocèses. Sept familles de seigneurs cohabitent ou se succèdent à Merle ainsi, plusieurs tours de plan carré sont érigées sur le même site afin d'éviter à chaque famille de se disperser et de s'affaiblir. Sur cette « presqu'île » s'établissent les seigneurs de Merle, Veyrac, Pesteils, Carbonnières (les plus éminents), Noailles, Saint Bauzile et d'Alboy,,.
Du XIIe au XVe siècle, les lignages seigneuriaux possesseurs du lieu édifient des tours, des hostels et des murailles, constituant ainsi un castrum qui ne périclitera qu'avec l'avènement de l'artillerie car le site peut facilement être bombardé des hauteurs avoisinantes. En 1350, le castrum abrite plus d'une centaine de paysans et nobles au sein d'un village composé d'une trentaine de chaumières accompagnées de leurs jardins et vergers. Chaque catégorie sociale est représentée puisqu'on compte des bûcherons, des artisans, des paysans, des prêtres, des hommes de loi. Au XIVe siècle, Merle comprend sept maisons fortes, deux chapelles, dont l'une dédiée à saint Léger, et un village, possédés en indivision par sept seigneurs des familles de Merle, de Carbonnières, de Veyrac et de Pestels.
En 1371, pendant la guerre de Cent Ans, les Anglais, présents depuis 1357 dans les bassins auvergnats et limousins de la Dordogne, assiègent Merle et l'occupent : ils prennent une tour et un château, qu'ils restituent ensuite. En 1475, à la fin de la guerre de Cent Ans, une période de paix contribue à l'éclosion d'une ère de prospérité pour la cité. Les guerres de Religion causent plus tard des ravages meurtriers quand les protestants prennent la place et y installent une garnison en 1574 ; ils en sont chassés deux ans plus tard par les coseigneurs,,.
Cependant le site est ensuite délaissé par les coseigneurs qui préfèrent vivre dans des lieux plus agréables et plus accessibles. À la fin du XVIIe siècle, la population villageoise, ne pouvant plus compter sur leur protection, se disperse et la châtellenie tombe peu à peu dans l'oubli bien que des habitants occupent le village au pied du rocher jusqu'au début du XXe siècle,,.

## Les familles seigneuriales

### Famille de Merle
La famille de Merle est probablement à l'origine du noyau aristocratique du site. À la suite de partages, les Merle formèrent plusieurs branches, au moins trois, qui se sont réparti les droits sur le castrum.
Par mariages se sont introduites dans la coseigneurie les familles de Pesteils, de Veyrac, de Saint-Bauzille et les Rochedragon. La famille de Merle semble finir par se soumettre à celle de Carbonnières. En tant que coseigneurs de Merle, ils reçurent durant tout le Moyen Âge des hommages ponctuels notamment par la famille des Veilhan.

### Famille de Pesteil
Originaire probablement du Cantal, la famille de Pestels se serait implantée sur le site de Merle au début du XIIIe siècle, à la suite du mariage d'Aymeric de Pesteil avec Hélis de Merle. En 1270, les Pesteil rendent hommage aux Carbonnières ; cet hommage est réitéré en 1347.

## Description

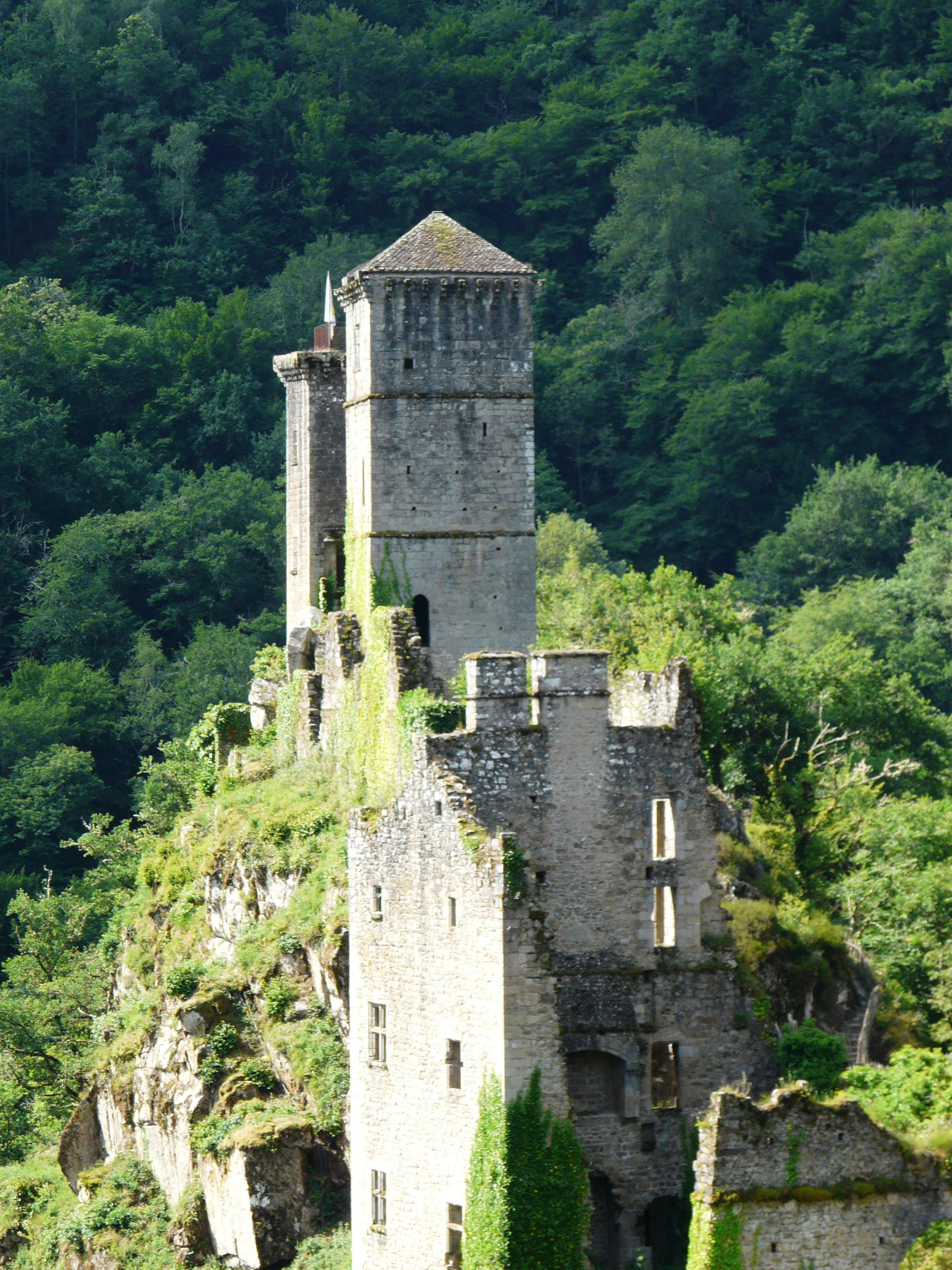
Les tours de Pesteils.

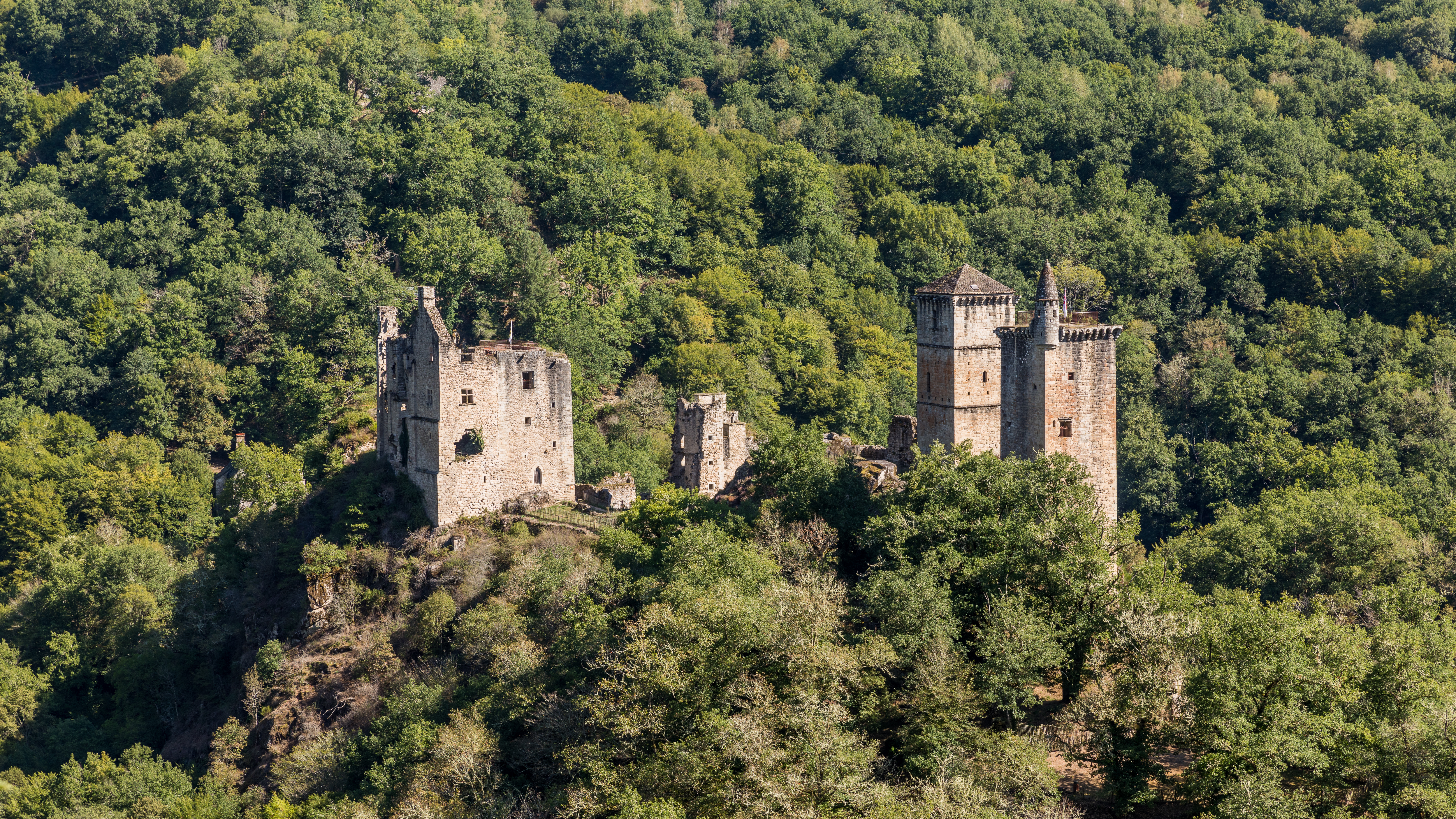
Les tours de Merle.

Merle était le chef-lieu d'une châtellenie ; il ne s'agit pas d'un simple château, le site, qui intègre en effet plusieurs châteaux, se caractérise par la présence de nombreux coseigneurs au sein d'une organisation féodale propre entre seigneurs et villageois sous forme d'impôts et d'hommages, d'où son nom de castrum de Merle.
Il ne reste que des vestiges du castrum, réunion de maisons fortes, tours, murailles datant du XIVe siècle ou avant. Sur le site, se trouvent, :
- les piles ruinées de la maison de la garde du pont ;
- l'emplacement du pont-levis de Veilhan ;
- la tour de Noailles ;
- les tours de Pesteils (ou Pestel) ;
- la maison de Fulcon de Merle (attestée en 1365) ;
- la maison de Pierre de Merle ;
- la maison de Hugues de Merle ;
- la maison de Cofolenc ;
- l'emplacement de la maison dite de Veilhan ;
- l'emplacement de la seconde chapelle bâtie en 1674 ;
- les vestiges de la tour du commandeur de Saint-Léger ;
- les vestiges du fort de Saint-Basile ;
- les vestiges du château de Carbonnière.

## Protection
Le site castral fait l’objet d’un classement au titre des monuments historiques par arrêté du 30 juillet 1927.

## Les tours de Merle dans la littérature et l'art
Le site sert de cadre au roman historique de Louis-Olivier Vitté Guinotte et le chevalier, dont l'intrigue se passe au XIIe siècle, et également dans le cadre du tome 3 de la série fantasy Louis le Galoup de Jean-Luc Marcastel, Le Maître des Tours de Merle, dont l'intrigue se passe dans un Moyen Âge différent.